# Tympanogaster illawarra
Tympanogaster illawarra är en skalbaggsart som beskrevs av Perkins 2006. Tympanogaster illawarra ingår i släktet Tympanogaster och familjen vattenbrynsbaggar. Inga underarter finns listade i Catalogue of Life.